# 史蒂芬·皮斯考提
史蒂芬·愛德華·皮斯考提（英語：Stephen Edward Piscotty，1991年1月14日—），為美國職棒大聯盟的外野手，目前為自由球員。他先前曾效力過紅雀與運動家等隊。

## 職業生涯

### 聖路易紅雀
2012年美國職棒大聯盟選秀，紅雀隊在第一輪36順位選進皮斯考提。他在6月16日與紅雀簽下140萬美元的合約。該年他從1A開季，打擊率2成95，4轟27分打點。不過他出賽36場比賽就出現了22次守備失誤。2013年，紅雀將他升上高階1A。他在那裡的佛州聯盟還入選了明星賽。
2013年，他在2A出賽112場比賽，打擊率2成95，15轟，後來他到了亞利桑那秋季聯盟打球。2014年，皮斯考提升上3A。他在3A的打擊率為2成72。

#### 2015年
7月21日，皮斯考提登上大聯盟。他在第二個打席就擊出了大聯盟首安。7月25日，他擊出高飛犧牲打拿下生涯首分打點，球隊最後也以1比0贏球。8月16日，皮斯考提擊出大聯盟首轟。8月23日，他面對教士隊擊出個人新高的單場5分打點。同時這場也是他生涯首度擊出雙響砲的比賽。8月29日，他更是達成單場4支安打的個人紀錄。

#### 2016年
該年春訓後，皮斯考提成為紅雀隊的主力先發外野手。他在5月27日面對麥斯·薛澤時，擊出生涯首發滿貫砲。該年他的打擊率為2成73，22轟85分打點。他在得點圈有人的情況下打擊率高達3成63。

#### 2017年
4月3日，他和紅雀簽下6年337.5萬美元的延長合約。4月4日，他在5局下先因艾瑞亞塔的觸身球上壘、隨後在寇頓的打席趁著暴投衝二壘時被捕手傳出的球擊中手肘、最後寇頓打出內野安打，而皮斯考提抓準小熊隊二壘手巴耶茲漏球要衝本壘得分的途中又被巴耶茲的傳球擊中頭部，一局之內合計被球砸了三次。這也讓他造成輕微腦震盪，不過他後來還是可以正常出賽。5月26日，他因為個人事由請假離隊。回到球隊後沒多久又進入傷兵名單，因此缺席了16場比賽。該年他的打擊率為2成35，9轟39分打點。

### 奧克蘭運動家
2017年12月14日，紅雀用皮斯考提向運動家交易Yairo Munoz和Max Schrock。由於當時皮斯考提的母親罹患漸凍人症，因此他向球隊提出請求，希望球隊能將他交易至灣區的球隊，以便就近照顧他的母親。不過2018年5月6日，皮斯考提的母親仍不敵病魔而去世。

#### 2018年
5月15日，皮斯考提向球隊請喪假後首次回到球場。並在那場比賽擊出了全壘打。該年他擊出27轟和88分打點都是生涯新高。他在這一年贏得了湯尼·康尼格里亞羅獎。

#### 2019年
6月29日，他在面對天使隊的比賽中因滑壘受傷退場。該年他僅出賽93場比賽，打擊率2成49，並敲出13轟與44分打點。

#### 2020年
這年皮斯考提敲出兩支滿貫全壘打，分別是8月4日對德州遊騎兵（同時是一支再見全壘打），以及8月14日對舊金山巨人。總計他在2020年繳出2成20的打擊率，並敲出5轟和29分打點。

#### 2021年
8月27日，皮斯考提進行手腕手術，導致球季提前結束。這年他出賽72場比賽，繳出2成20的打擊率、2成82上壘率、3成53長打率的打擊三圍，並敲出5轟及16分打點。

#### 2022年
這年他繳出1成90的打擊率，並敲出5轟與14分打點。最後他在8月16日被釋出。

### 辛辛那提紅人
2022年8月23日，皮斯考提與紅人簽下小聯盟合約。他在3A繳出2成50的打擊率，並敲出5轟與14分打點。球季結束後，皮斯考提成為自由球員。

### 舊金山巨人
2023年2月6日，皮斯考提與巨人簽下小聯盟合約。3月30日，皮斯考提未入選球隊開幕戰先發名單，因此他自請離隊。

### 芝加哥白襪
2023年4月22日，皮斯考提與白襪簽下小聯盟合約。他在3A繳出2成32的打擊率，並敲出6轟與32分打點。8月9日，白襪隊將他釋出。

## 個人生活
皮斯考提的弟弟奧斯汀曾於2018年的大聯盟選秀會上於第38輪被運動家選走。而皮斯考提本人在2014年至2015年休賽季期間曾於史丹佛大學繼續讀完能源工程學位。
皮斯考提在2019年結婚，在被交易到運動家前，他曾在密蘇里州擁有一間140萬美元的豪宅，不過隨著他被交易到灣區，他也將那間房子兜售出去。

## 外部連結
- 球員資訊和成績在MLB，ESPN，Baseball-Reference，Fangraphs（英文）
- Piscotty 史蒂芬·皮斯考提在台灣棒球維基館上的頁面（繁體中文）